# Бенита, Мимейрхель
Мимейрхель Обиспо Бенита (нидерл. Mimeirhel Obispo Benita; род. 17 ноября 2003, Спейкениссе) — нидерландский футболист, вингер клуба «Хераклес».

## Клубная карьера
Бенита — воспитанник клуба «Фейеноорд». В 2021 году он был включён основной команды на сезон. 26 августа в отборочном поединке Лиги конференций против датского «Эльфсборга» Мимейхрель дебютировал за основу. В своём дебютном сезоне Бенита помог клубу выйти в финал Лиги конференций.
25 июля 2023 года перешёл на правах аренды в «Эксельсиор».
Летом 2024 года был арендован клубом «Хераклес» до середины 2025 года. 11 августа дебютировал за клуб в гостевом матче Эредивизи против «Спарты».

## Достижения
Клубные
 «Фейеноорд»
- Финалист Лиги конференций — 2021/2022